# Ожешкі
Ожешкі (пол. Orzeszki, нім. Zielonygrund, 1938-45:Schützengrund) — село в Польщі, у гміні Розоги Щиценського повіту Вармінсько-Мазурського воєводства.
Населення — 268 осіб (2011).

## Демографія
Демографічна структура станом на 31 березня 2011 року:
|          | Загалом | Допрацездатний вік | Працездатний вік | Постпрацездатний вік |
| -------- | ------- | ------------------ | ---------------- | -------------------- |
| Чоловіки | 136     | 33                 | 100              | 3                    |
| Жінки    | 132     | 39                 | 80               | 13                   |
| Разом    | 268     | 72                 | 180              | 16                   |